# A Ferencvárosi TC 1973–1974-es szezonja
A Ferencvárosi TC 1973–1974-es szezonja szócikk a Ferencvárosi TC első számú férfi labdarúgócsapatának egy szezonjáról szól, mely összességében és sorozatban is a 73. idénye volt a csapatnak a magyar első osztályban. A klub fennállásának ekkor volt a 75. évfordulója.

## Mérkőzések
| Színmagyarázat | Színmagyarázat |
| -------------- | -------------- |
|                | Győzelem.      |
|                | Döntetlen.     |
|                | Vereség.       |

### UEFA-kupa
1. kör
| 1973. szeptember 19. 16:00 |

| Ferencváros | 0 – 1               | Gwardia Warszawa |
| ----------- | ------------------- | ---------------- |
|             | (0 – 1) Jegyzőkönyv | Szymczak 40'     |

| Népstadion, Budapest Nézőszám: 27 130 |

| 1973. október 3. |

| Gwardia Warszawa                      | 2 – 1               | Ferencváros |
| ------------------------------------- | ------------------- | ----------- |
| Wiśniewsk 32' (11-esből) Szymczak 39' | (2 – 0) Jegyzőkönyv | Máté 89'    |

| "WKS" Gwardia Stadion, Varsó Nézőszám: 3 860 |

### NB 1 1973–74

#### Őszi fordulók
| 1. forduló 1973. augusztus 20. |

| Dorogi Bányász | 1 – 0               | Ferencváros |
| -------------- | ------------------- | ----------- |
| Laczkó 29'     | (1 – 0) Jegyzőkönyv |             |

| Bányász stadion, Dorog Nézőszám: 15 000 Játékvezető: Bíróczky János (magyar) |

| 2. forduló 1973. augusztus 25. |

| Ferencváros                            | 4 – 1               | Csepel SC    |
| -------------------------------------- | ------------------- | ------------ |
| Kű 6' Szőke 45' Bálint 70' Megyesi 80' | (2 – 0) Jegyzőkönyv | Szurgent 59' |

| Népstadion, Budapest Nézőszám: 10 000 Játékvezető: Szilvási József (magyar) |

| 3. forduló 1973. szeptember 1. |

| Vasas      | 1 – 2               | Ferencváros         |
| ---------- | ------------------- | ------------------- |
| Vidáts 87' | (0 – 1) Jegyzőkönyv | Albert 11' Máté 62' |

| Fáy utca, Budapest Nézőszám: 17 000 Játékvezető: Marton László (magyar) |

| 4. forduló 1973. szeptember 9. |

| Ferencváros          | 2 – 1               | Budapesti Honvéd |
| -------------------- | ------------------- | ---------------- |
| Szőke 33' Juhász 60' | (1 – 0) Jegyzőkönyv | Pál 82'          |

| Népstadion, Budapest Nézőszám: 79 000 Játékvezető: Katona József (magyar) |

| 5. forduló 1973. szeptember 15. |

| MTK | 0 – 2               | Ferencváros          |
| --- | ------------------- | -------------------- |
|     | (0 – 2) Jegyzőkönyv | Szőke 20' Ebedli 40' |

| Hungária körút, Budapest Nézőszám: 10 000 Játékvezető: Somlai Lajos (magyar) |

| 6. forduló 1973. szeptember 22. |

| Ferencváros | 1 – 2               | SZEOL                   |
| ----------- | ------------------- | ----------------------- |
| Bálint 58'  | (0 – 1) Jegyzőkönyv | Antal 12' 75' Mészár 7′ |

| Népstadion, Budapest Nézőszám: 12 000 Játékvezető: Nagy Béla (magyar) |

| 7. forduló 1973. szeptember 30. |

| Zalaegerszegi TE | 1 – 0               | Ferencváros |
| ---------------- | ------------------- | ----------- |
| Kelemen 77'      | (0 – 0) Jegyzőkönyv |             |

| ZTE Stadion, Zalaegerszeg Nézőszám: 20 000 Játékvezető: Petri Sándor (magyar) |

| 8. forduló 1973. október 7. |

| Ferencváros | 0 – 0               | Pécsi MSC |
| ----------- | ------------------- | --------- |
|             | (0 – 0) Jegyzőkönyv |           |

| Népstadion, Budapest Nézőszám: 10 000 Játékvezető: Somlai Lajos (magyar) |

| 9. forduló 1973. október 20. |

| Videoton              | 2 – 3               | Ferencváros                                    |
| --------------------- | ------------------- | ---------------------------------------------- |
| Karsai 68' Tieber 86' | (0 – 1) Jegyzőkönyv | Nagy II 40' (öngól) Bálint 54' Branikovits 70' |

| Sóstói Stadion, Székesfehérvár Nézőszám: 10 000 Játékvezető: Szilvási József (magyar) |

| 10. forduló 1973. október 27. |

| Újpesti Dózsa | 1 – 2               | Ferencváros         |
| ------------- | ------------------- | ------------------- |
| Fazekas 46'   | (0 – 1) Jegyzőkönyv | Branikovits 24' 53' |

| Megyeri út, Budapest Nézőszám: 10 000 Játékvezető: Petri Sándor (magyar) |

| 11. forduló 1973. november 4. |

| Ferencváros                              | 5 – 1               | Vörös Meteor Egyetértés |
| ---------------------------------------- | ------------------- | ----------------------- |
| Kű 18' Máté 26' 78' Szőke 28' Magyar 60' | (3 – 0) Jegyzőkönyv | Weimper 56'             |

| Népstadion, Budapest Nézőszám: 12 000 Játékvezető: Vincze Ferenc (magyar) |

| 12. forduló 1973. november 11. |

| Rába ETO   | 1 – 1               | Ferencváros |
| ---------- | ------------------- | ----------- |
| Glázer 28' | (1 – 1) Jegyzőkönyv | Máté 23'    |

| Győr Nézőszám: 14 000 Játékvezető: Emsberger Gyula (magyar) |

| 13. forduló 1973. november 17. |

| Ferencváros                | 2 – 2               | Salgótarjáni BTC    |
| -------------------------- | ------------------- | ------------------- |
| Branikovits 44' Magyar 61' | (1 – 0) Jegyzőkönyv | Básti 53' Kajdi 67' |

| Népstadion, Budapest Nézőszám: 8 000 Játékvezető: Marton László (magyar) |

| 14. forduló 1973. november 25. |

| Tatabányai Bányász      | 2 – 0               | Ferencváros |
| ----------------------- | ------------------- | ----------- |
| Hernádi 47' Kőműves 60' | (0 – 0) Jegyzőkönyv |             |

| Városi Stadion, Tatabánya Nézőszám: 12 000 Játékvezető: Petri Sándor (magyar) |

| 15. forduló 1973. december 2. |

| Ferencváros                                          | 6 – 1               | Haladás VSE |
| ---------------------------------------------------- | ------------------- | ----------- |
| Kű 26' Juhász 27' Szőke 55' Máté 70' 74' Kelemen 84' | (2 – 0) Jegyzőkönyv | Halmosi 90' |

| Népstadion, Budapest Nézőszám: 2 500 Játékvezető: Müncz György (magyar) |

#### Tavaszi fordulók
| 16. forduló 1974. február 23. |

| Haladás VSE | 1 – 1               | Ferencváros     |
| ----------- | ------------------- | --------------- |
| Király 14'  | (1 – 1) Jegyzőkönyv | Branikovits 25' |

| Rohonci úti stadion, Szombathely Nézőszám: 13 000 Játékvezető: Emsberger Gyula (magyar) |

| 17. forduló 1974. március 3. |

| Ferencváros                                       | 5 – 0       | Tatabányai Bányász |
| ------------------------------------------------- | ----------- | ------------------ |
| Magyar 34' Szőke 44' Branikovits 62' 83' Máté 78' | Jegyzőkönyv |                    |

| Népstadion, Budapest Nézőszám: 16 000 Játékvezető: Bana Antal (magyar) |

| 18. forduló 1974. március 10. |

| SZEOL      | 0 – 0               | Ferencváros |
| ---------- | ------------------- | ----------- |
| Virágh 79′ | (0 – 0) Jegyzőkönyv |             |

| Szeged Nézőszám: 15 000 Játékvezető: Müncz György (magyar) |

| 19. forduló 1974. március 17. |

| Ferencváros                                     | 3 – 0               | Zalaegerszegi TE |
| ----------------------------------------------- | ------------------- | ---------------- |
| Szőke 43' (11-esből) Branikovits 54' Albert 78' | (1 – 0) Jegyzőkönyv |                  |

| Népstadion, Budapest Nézőszám: 30 000 Játékvezető: Hévízi Ottó (magyar) |

| 20. forduló 1974. március 23. |

| Pécsi MSC | 0 – 1               | Ferencváros |
| --------- | ------------------- | ----------- |
|           | (0 – 1) Jegyzőkönyv | Máté 30'    |

| PMFC Stadion, Pécs Nézőszám: 10 000 Játékvezető: Szilvási József (magyar) |

| 21. forduló 1974. április 3. |

| Ferencváros | 1 – 1               | Videoton   |
| ----------- | ------------------- | ---------- |
| Bálint 36'  | (1 – 0) Jegyzőkönyv | Tieber 61' |

| Népstadion, Budapest Nézőszám: 15 000 Játékvezető: Somlai Lajos (magyar) |

| 22. forduló 1974. április 6. |

| Ferencváros | 1 – 1               | Újpesti Dózsa |
| ----------- | ------------------- | ------------- |
| Mucha 33'   | (1 – 0) Jegyzőkönyv | Zámbó 55'     |

| Népstadion, Budapest Nézőszám: 30 000 Játékvezető: Emsberger Gyula (magyar) |

| 23. forduló 1974. április 15. |

| Vörös Meteor Egyetértés | 1 – 1               | Ferencváros     |
| ----------------------- | ------------------- | --------------- |
| Siklósi 71'             | (0 – 0) Jegyzőkönyv | Branikovits 82' |

| Szőnyi úti Stadion, Budapest Nézőszám: 10 000 Játékvezető: Halász Mihály (magyar) |

| 24. forduló 1974. április 21. |

| Ferencváros | 1 – 2               | Rába ETO                  |
| ----------- | ------------------- | ------------------------- |
| Kelemen 90' | (0 – 0) Jegyzőkönyv | Stolcz 49' 86' Horváth 3′ |

| Népstadion, Budapest Nézőszám: 10 000 Játékvezető: Petri Sándor (magyar) |

| 25. forduló 1974. április 28. |

| Salgótarjáni BTC | 1 – 2               | Ferencváros         |
| ---------------- | ------------------- | ------------------- |
| Szoó 4'          | (1 – 1) Jegyzőkönyv | Martos 39' Máté 55' |

| Salgótarján Nézőszám: 11 000 Játékvezető: Müncz György (magyar) |

| 26. forduló 1974. május 5. |

| Ferencváros                      | 2 – 0               | Dorogi Bányász |
| -------------------------------- | ------------------- | -------------- |
| Schnitzer 24' (öngól) Juhász 37' | (2 – 0) Jegyzőkönyv |                |

| Népstadion, Budapest Nézőszám: 6 000 Játékvezető: Kőrös László (magyar) |

| 27. forduló 1974. május 11. |

| Csepel SC                | 1 – 2               | Ferencváros                       |
| ------------------------ | ------------------- | --------------------------------- |
| Buronyi 81' Bartos 90+1′ | (0 – 1) Jegyzőkönyv | Branikovits 31' Kű 75' Vépi 90+1′ |

| Béke téri stadion, Budapest Nézőszám: 12 000 Játékvezető: Katona József (magyar) |

| 28. forduló 1974. május 19. |

| Ferencváros | 0 – 1               | Vasas                |
| ----------- | ------------------- | -------------------- |
|             | (0 – 0) Jegyzőkönyv | Müller 68' Török 69′ |

| Üllői út, Budapest Nézőszám: 30 000 Játékvezető: Somlai Lajos (magyar) |

| 29. forduló 1974. május 25. |

| Budapesti Honvéd | 2 – 2               | Ferencváros              |
| ---------------- | ------------------- | ------------------------ |
| Kozma 80' 84'    | (0 – 0) Jegyzőkönyv | Branikovits 55' Máté 65' |

| Bozsik József Stadion, Budapest Nézőszám: 8 000 Játékvezető: Petri Sándor (magyar) |

| 30. forduló 1974. június 1. |

| Ferencváros                | 2 – 1               | MTK      |
| -------------------------- | ------------------- | -------- |
| Branikovits 22' Juhász 55' | (1 – 0) Jegyzőkönyv | Kiss 71' |

| Üllői út, Budapest Nézőszám: 25 000 Játékvezető: Hévízi Ottó (magyar) |

#### A bajnokság végeredménye
| #  | Csapat             | J  | Gy | D  | V  | Rg | Kg | Gk  | P  | Megjegyzés                      |
| -- | ------------------ | -- | -- | -- | -- | -- | -- | --- | -- | ------------------------------- |
| 1  | Újpesti Dózsa      | 30 | 18 | 6  | 6  | 75 | 33 | +42 | 42 | Bajnok, 1974–1975-ös BEK        |
| 2  | Ferencváros        | 30 | 15 | 9  | 6  | 54 | 29 | +25 | 39 | 1974–1975-ös KEK                |
| 3  | Rába ETO           | 30 | 15 | 8  | 7  | 43 | 35 | +8  | 38 | 1974–1975-ös UEFA-kupa          |
| 4  | Videoton           | 30 | 15 | 7  | 8  | 39 | 31 | +8  | 37 | 1974–1975-ös UEFA-kupa          |
| 5  | Tatabányai Bányász | 30 | 14 | 9  | 7  | 40 | 37 | +3  | 37 | 1974–1975-ös közép-európai kupa |
| 6  | Bp. Honvéd         | 30 | 14 | 6  | 10 | 54 | 36 | +18 | 34 | 1974–1975-ös közép-európai kupa |
| 7  | Pécsi MSC          | 30 | 12 | 10 | 8  | 29 | 26 | +3  | 34 |                                 |
| 8  | Vasas SC           | 30 | 9  | 14 | 7  | 35 | 31 | +4  | 32 |                                 |
| 9  | Salgótarjáni BTC   | 30 | 10 | 12 | 8  | 25 | 28 | -3  | 32 |                                 |
| 10 | MTK                | 30 | 11 | 6  | 13 | 44 | 41 | +3  | 28 |                                 |
| 11 | Csepel             | 30 | 10 | 7  | 13 | 35 | 43 | -8  | 27 |                                 |
| 12 | Zalaegerszegi TE   | 30 | 10 | 4  | 16 | 28 | 44 | -16 | 24 |                                 |
| 13 | Haladás            | 30 | 8  | 7  | 15 | 31 | 47 | -16 | 23 |                                 |
| 14 | VM Egyetértés      | 30 | 4  | 15 | 11 | 25 | 48 | -23 | 23 |                                 |
| 15 | SZEOL              | 30 | 5  | 10 | 15 | 28 | 45 | -17 | 20 | Kiesett az NB II-be             |
| 16 | Dorogi Bányász     | 30 | 2  | 6  | 22 | 23 | 54 | -31 | 10 | Kiesett az NB II-be             |

#### Eredmények összesítése
Az alábbi táblázatban összesítve szerepelnek a Ferencvárosi TC 1973/74-es bajnokságban elért eredményei.
| Ősz/tavasz (forduló)    | Otthon | Otthon | Otthon | Otthon | Otthon | Otthon | Otthon | Idegenben | Idegenben | Idegenben | Idegenben | Idegenben | Idegenben | Idegenben |
| Ősz/tavasz (forduló)    | M      | GY     | D      | V      | LG–KG  | GK     | P      | M         | GY        | D         | V         | LG–KG     | GK        | P         |
| ----------------------- | ------ | ------ | ------ | ------ | ------ | ------ | ------ | --------- | --------- | --------- | --------- | --------- | --------- | --------- |
| Őszi szezon (1–15.)     | 7      | 4      | 2      | 1      | 20–8   | +12    | 10     | 8         | 4         | 1         | 3         | 10–9      | +1        | 9         |
| Tavaszi szezon (16–30.) | 8      | 4      | 2      | 2      | 15–6   | +9     | 10     | 7         | 3         | 4         | 0         | 9–6       | +3        | 10        |
| Összesen (1–30.)        | 15     | 8      | 4      | 3      | 35–14  | +21    | 20     | 15        | 7         | 5         | 3         | 19–15     | +4        | 19        |

### Magyar kupa
1. forduló
| 1974. február 17. |

| Ferencvárosi Vasutas SK | 0 – 2       | Ferencváros      |
| ----------------------- | ----------- | ---------------- |
|                         | Jegyzőkönyv | Máté Branikovits |

| Budapest |

Nyolcaddöntő
| 1974. február 20. |

| Zalaegerszegi TE | 2 – 3       | Ferencváros              |
| ---------------- | ----------- | ------------------------ |
|                  | Jegyzőkönyv | Juhász Branikovits Szőke |

| ZTE Stadion, Zalaegerszeg |

Negyeddöntő
| 1974. február 27. |

| Szegedi VSE | 0 – 1       | Ferencváros |
| ----------- | ----------- | ----------- |
|             | Jegyzőkönyv | Mucha       |

| Szeged |

Elődöntő
| 1974. április 24. |

| Ferencváros         | 2 – 1       | Csepel SC |
| ------------------- | ----------- | --------- |
| Kelemen Branikovits | Jegyzőkönyv |           |

| Népstadion, Budapest |

Döntő
| 1974. május 1. |

| Ferencváros                      | 3 – 1               | Komlói Bányász    |
| -------------------------------- | ------------------- | ----------------- |
| Mucha 70' Magyar 77' Kelemen 90' | (0 – 1) Jegyzőkönyv | Eipel 21' (öngól) |

| Népstadion, Budapest Nézőszám: 6 000 Játékvezető: Palotai Károly (MLSZ) |

### Egyéb mérkőzések
| 1973. július 31. |

| FK Léva | 1 – 2       | Ferencváros   |
| ------- | ----------- | ------------- |
|         | Jegyzőkönyv | Bálint Juhász |

| Léva |

| 1973. augusztus 4. |

| La Modelle | 3 – 2       | Ferencváros  |
| ---------- | ----------- | ------------ |
|            | Jegyzőkönyv | Mucha Juhász |

| Lomé |

| 1973. augusztus 7. |

| Togoi utánpótlás válogatott | 1 – 3       | Ferencváros      |
| --------------------------- | ----------- | ---------------- |
|                             | Jegyzőkönyv | Mucha Albert ög' |

| Lomé |

| 1973. augusztus 11. |

| Stade 'd Abidjan | 1 – 4       | Ferencváros              |
| ---------------- | ----------- | ------------------------ |
|                  | Jegyzőkönyv | Juhász Branikovits Szőke |

| Abidjan |

| 1973. augusztus 15. |

| Elefántcsontpart | 1 – 6       | Ferencváros                            |
| ---------------- | ----------- | -------------------------------------- |
|                  | Jegyzőkönyv | Bálint Juhász Engelbrecht Albert Szőke |

| Abidjan |

| 1973. augusztus 28. |

| Real Zaragoza | 1 – 2       | Ferencváros  |
| ------------- | ----------- | ------------ |
|               | Jegyzőkönyv | Bálint Szőke |

| Tarrasa |

| 1973. augusztus 29. |

| Bayern München | 4 – 2       | Ferencváros |
| -------------- | ----------- | ----------- |
|                | Jegyzőkönyv | Máté        |

| Tarrasa |

| 1973. október 13. |

| Juhcelpap Štúrovo | 1 – 4       | Ferencváros                     |
| ----------------- | ----------- | ------------------------------- |
|                   | Jegyzőkönyv | Branikovits Engelbrecht Megyesi |

| Štúrovo |

| 1974. február 2. |

| Victoria állam válogatott | 2 – 3       | Ferencváros     |
| ------------------------- | ----------- | --------------- |
|                           | Jegyzőkönyv | Kű Juhász Szőke |

| Melbourne |

| 1974. február 9. |

| Új-Dél-Wales | 2 – 4       | Ferencváros                |
| ------------ | ----------- | -------------------------- |
|              | Jegyzőkönyv | Máté Branikovits Juhász Kű |

| Newcastle |

| 1974. február 10. |

| Ausztrália | 0 – 0       | Ferencváros |
| ---------- | ----------- | ----------- |
|            | Jegyzőkönyv |             |

| Sydney |

| 1974. február 12. |

| St. Georges Bp. | 1 – 3       | Ferencváros              |
| --------------- | ----------- | ------------------------ |
|                 | Jegyzőkönyv | Juhász Szőke Branikovits |

| Sydney |

## Külső hivatkozások
- A csapat hivatalos honlapja (magyarul)
- Az 1973–74-es szezon menetrendje a tempofradi.hu-n (magyarul)